# مجلة لوتس
مجلة لوتس الدولية هي مجلة أدبية وثقافية وسياسية عالمية، كان يصدرها اتحاد كتاب آسيا وأفريقيا، وقد صدرت في الفترة الممتدة منذ عام 1968 وحتى عام 1991، وكانت بثلاث لغات وهي اللغة العربية واللغة الإنجليزية واللغة الفرنسية.

## تاريخ
تأسست مجلة لوتس عام 1968 من قبل اتحاد كتاب آسيا وأفريقيا، وقد صدر العدد الأول من المجلة في مارس 1968، وكانت بثلاث لغات وهي اللغة العربية واللغة الإنجليزية واللغة الفرنسية.

## الكُتاب
كان من بين المساهمين الرئيسيين في المجلة كل من الأدباء يوسف السباعي ومحمود درويش وعبد الكريم الكرمي وغسان كنفاني وزياد عبد الفتاح وإدوار خراط وغيرهم الكثير، كما تولى الأديب الفلسطيني زياد عبد الفتاح رئاسة تحرير المجلة لمدة خمسة سنوات.

## محاولات إحياؤها
في 18 ديسمبر 2012، اتفق المشاركون في مؤتمر إحياء اتحاد كتاب إفريقيا وآسيا الذي أقيم في القاهرة، بحضور أدباء من دول عدة، على ضرورة إعادة إصدار المجلة بلغاتها الثلاث، وإنشاء موقع إلكتروني لها.